# Siljan (gemeente)
Siljan is een gemeente in de provincie Telemark.
Siljan ligt ten noordoosten van Skien en grenst aan Buskerud en Vestfold. Het is een bosrijk gebied en het ligt bij het meer Skiensvassdraget (Skien rivier). De oude weg tussen Skien, Larvik en Oslo loopt langs Siljan. Dichtstbijzijnde gemeenten zijn Skien, Porsgrunn en Larvik. De gemeente telde 2357 inwoners in januari 2017.

## Geboren
- Edel Therese Høiseth (27 januari 1966), schaatsster
- Ole Bjørnsmoen Næss (2 juni 1991), schaatser

## Plaatsen in de gemeente
- Siljan (plaats)
- Snurråsen

Bamble · Drangedal · Fyresdal · Hjartdal · Kragerø · Kviteseid · Midt-Telemark · Nissedal · Nome · Notodden · Porsgrunn · Seljord · Siljan · Skien · Tinn · Tokke · Vinje